# Sony Movies

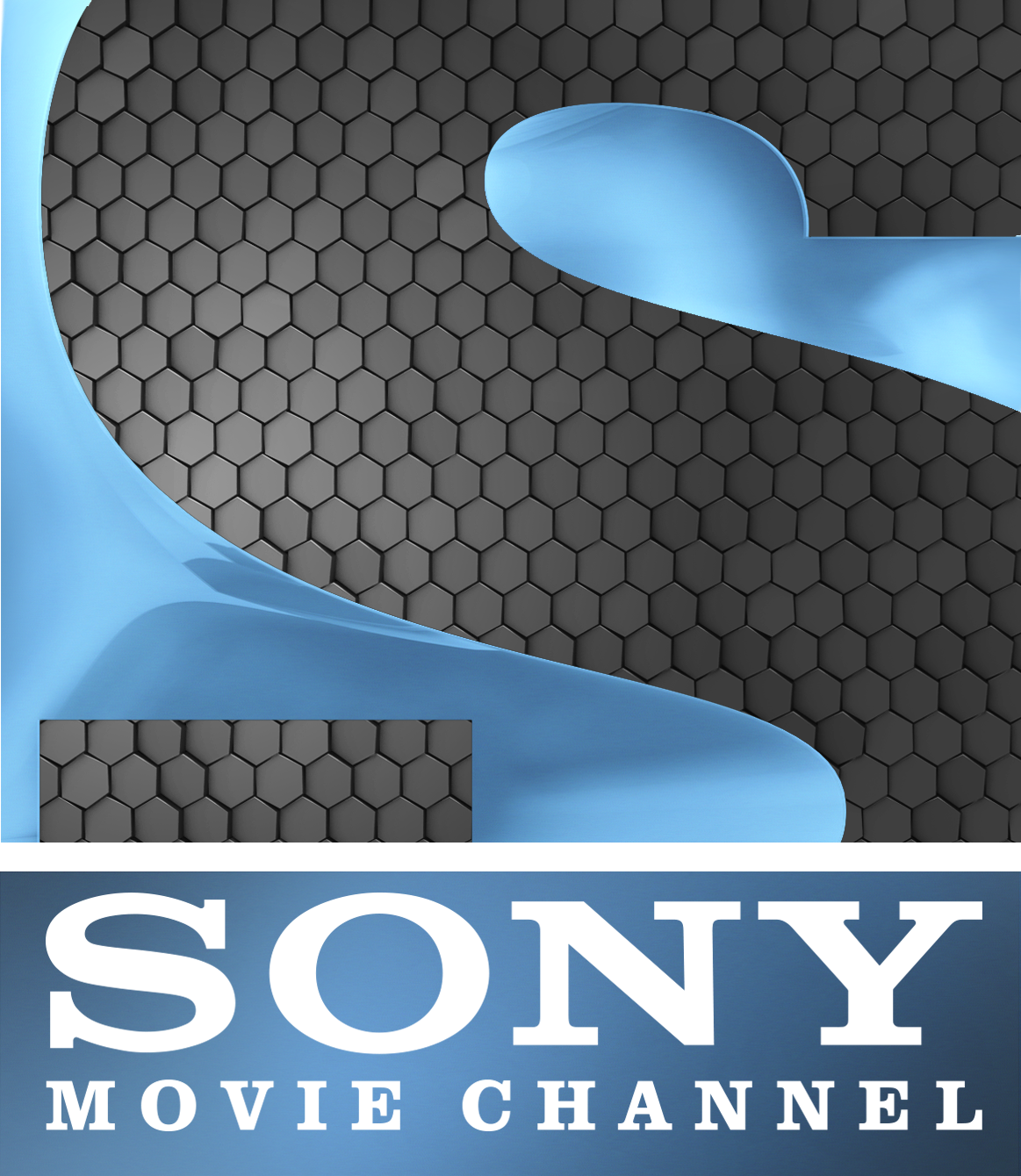
Antiguo logotipo de Sony Movie Channel (2016-2021)

Sony Movies (anteriormente conocido como Sony Movie Channel desde 2010 hasta 2021) es un canal de televisión por suscripción estadounidense que se lanzó el 1 de octubre del 2010. Propiedad de la subsidiaria Sony Pictures Television de Sony Group Corporation, su programación consiste en películas de Sony Pictures Entertainment (incluyendo contenido de Columbia Pictures, TriStar Pictures, Sony Pictures Classics, Destination Films entre otros), junto con películas de otros distribuidores, principalmente de Millennium Films, Nu Image, Lionsgate, Shout! Factory y otras distribuidoras independientes, que se transmiten sin editar y remasterizados en alta definición 1080i.

## Disponibilidad
Sony Movies está disponible a nivel nacional en Philo, DirecTV y Dish Network y a nivel regional en U-verse TV, Suddenlink y Optimum. DirecTV y Dish Network también ofrecen "Sony Movie Channel Everywhere", que permite a los espectadores ver sus películas a través de su sitio web sin costo adicional. El canal también está disponible a través del Streaming para los propietarios de Sony Network Media Player.

## Sony Cine
Sony Cine (conocido como Cine Sony Televisión de 2011 a 2017 y también conocido como Cine Sony de 2017 a 2021) es un canal de televisión por suscripción en español estadounidense destinado a mostrar películas en español, propiedad de Sony Pictures Television. El canal se lanzó en agosto de 2012, con un enfoque en la exhibición de éxitos de taquilla de Hollywood, con dramas, comedias y películas de suspenso de Sony Pictures Entertainment y otros estudios asociados. Fue distribuido a nivel nacional por Comcast, Cox Communications, CenturyLink, Dish Network, DirecTV, Sling TV, y Verizon.